# Gampingrowo
Gampingrowo is een bestuurslaag in het regentschap Sidoarjo van de provincie Oost-Java, Indonesië. Gampingrowo telt 2831 inwoners (volkstelling 2010).